# لوئیجی باربسینو
لوئیجی باربسینو (به ایتالیایی: Luigi Barbesino) بازیکن فوتبال و اهل ایتالیا است که از سال ۱۹۱۲ میلادی عضو تیم ملی فوتبال ایتالیا بوده و در ۵ بازی ملی حضور داشته‌است. او در بازی‌های ملی‌اش ۱ گل به ثمر رساند.
لویجی باربسینو آخرین بازی ملی خود را در سال ۱۹۱۴ میلادی انجام داد.